# Purus
Il Purus (Rio Purus in portoghese, Río Purús in spagnolo) è un fiume dell'America meridionale, che scorre per 3.211 km verso nord-est per confluire infine nel Rio delle Amazzoni. Ha un bacino idrografico di 63.166 km² e una portata media di 8.400 m³/s.
Il Rio Purus nasce dal versante orientale delle Ande, in Perù, per poi attraversare il Brasile, toccando gli Stati dell'Acre e di Amazonas. Confluisce, infine, nel Rio delle Amazzoni, ad ovest del Rio Madeira.
Il suo principale affluente è il fiume Acre.